# 曹赞
曹赞（?—?），曹魏皇族，东汉人物。魏武帝曹操之孫，沛王曹林之子，母不明，字不明。西乡哀侯。
兄弟西乡侯曹玹無子早死，建安二十年（215年），继承爵位領国。之后曹赞早亡，文帝曹丕又命令曹赞之弟曹壹继任。
太和六年（232年），谥号追贈西乡哀侯。
曹操曾孫同名的曹赞，曹均之孫、瑯邪王曹敏之子。曹赞继承曹蕤之嗣。